# Comarque de Noia
Noia est une comarque de la province de La Corogne en Galice (Espagne). 

## Municipios de la comarque
La comarque est composée de quatre municipios (municipalités ou cantons) : 
- Lousame
- Noia (le chef-lieu)
- Outes
- Porto do Son